# Movement for the Survival of the Ogoni People
Die Movement for the Survival of the Ogoni People (MOSOP) („Bewegung für das Überleben des Ogonivolkes“) verfolgt seit 1990 die Autonomie der Ogoni auf der Basis der Ogoni Bill of Rights („Ogoni-Rechte“) von Ken Saro-Wiwa, der von der Militärregierung unter Sani Abacha am 10. November 1995 mit acht Mitstreitern gehängt wurde.
In den 1950er Jahren begann das Mineralölunternehmen Royal Dutch Shell in Nigeria im Lebensraum der Volksgruppe der Ogoni gegen deren Willen mit der Ölförderung. Durch die daraus resultierende massive Umweltverschmutzung wurden die Ogoni ihrer Lebensgrundlage beraubt, was zu Tausenden von Toten führte. Der Ogoni-Schriftsteller Ken Saro-Wiwa schrieb darüber das Buch Flammen der Hölle, in dem er die Schandtaten des Ölkonzerns öffentlich machen wollte, und gründete die MOSOP.
Ziele der MOSOP waren u. a. die politische und kulturelle Autonomie für die Ogoni, die Sanierung der durch die Erdölförderung geschädigten Gebiete sowie die Beteiligung der Bevölkerung an den Einnahmen aus der Erdölförderung. Diese Ziele sollten ohne den Einsatz jeglicher Gewalt erreicht werden. Zu diesem Zwecke rief MOSOP zu mehreren Demonstrationen auf, mit teilweise sehr beachtlichen Erfolgen. So stellte beispielsweise der Mineralölkonzern Shell vorübergehend seine Tätigkeiten im Ogoni-Gebiet ein, nachdem MOSOP im Januar 1993 zu einer Demonstration aufrief, an der insgesamt mehr als die Hälfte der Ogoni-Bevölkerung – also etwa 300.000 Menschen – teilnahm. Aufgrund derartiger Aktionen wurde jedoch noch im selben Jahr das Ogoni-Gebiet durch die Regierung militärisch besetzt.
Vorsitzender der Organisation war nach 1993 der Schriftsteller, Bürgerrechtler und Träger des Right Livelihood Award Ken Saro-Wiwa, der im November 1995 von der Militärregierung unter Sani Abacha neben acht Mitstreitern gehängt wurde. Seine Hinrichtung erregte internationales Aufsehen, da weder zahlreiche Appelle und Proteste von Menschenrechtsorganisationen, Staats- und Regierungschefs anderer Länder, stille Diplomatie von Shell sowie von internationalen Organisationen wie der EU, der UNO oder der Organisation Afrikanischer Staaten (OAU) die nigerianische Regierung zu einer Begnadigung der Ogoni bewegen konnten. Aus dem Gefängnis heraus schrieb er zuletzt: „Lebend bin ich ein Symbol des Widerstandes. Tot werde ich zum Märtyrer und damit noch gefährlicher.“ Nigeria wurde als Reaktion darauf mit sofortiger Wirkung aus dem Commonwealth of Nations ausgeschlossen.
Im September 1993 kam es zu schweren Zusammenstößen mit der Volksgruppe der Andoni, bei denen schätzungsweise 1.000 Ogoni getötet wurden und mehr als 30.000 aus ihrer Heimat flüchten mussten. Die MOSOP machte hierfür die Regierung und die Ölgesellschaften verantwortlich, die die Andoni hierzu bewogen und finanziert haben sollen.
Seit 2006 ist Mr. Ledum Mitee Präsident der MOSOP. Im Juni 2009 erklärte sich Shell schließlich dazu bereit, Entschädigungszahlungen in Höhe von rund 15,5 Millionen Dollar an die Hinterbliebenen der Gehenkten zu leisten.